# Chaux-lès-Clerval
Chaux-lès-Clerval era una comuna francesa que estaba situada en el departamento de Doubs, de la región de Borgoña-Franco Condado que el 1 de enero de 2019 pasó a formar parte de la comuna nueva de Pays-de-Clerval como comuna delegada.

## Historia
Entre 1790 y 1794 absorbe la comuna de Ansuans.

## Demografía
| Gráfica de evolución demográfica de Chaux-lès-Clerval entre 1800 y 2016 |
|                                                                         |

Los datos demográficos contemplados en este gráfico de la comuna de Chaux-lès-Clerval se han cogido de 1800 a 1999 de la página francesa EHESS/Cassini, y los demás datos de la página del INSEE.